# Arizpe
Arizpe là một đô thị thuộc bang Sonora, México. Năm 2005, dân số của đô thị này là 2959 người.